# NYPD Blue
NYPD Blue (Nova York Contra o Crime no Brasil e A Balada de Nova Iorque em Portugal) é uma premiada série de televisão policial americana.
A série foi criada por Steven Bochco e David Milch e foi baseada nos contatos de Milch com Bill Clark, um ex-membro do New York City Police Department (NYPD, departamento de polícia da cidade) que eventualmente se tornou um dos seus produtores. Os episódios foram transmitidos pela rede de televisão americana ABC desde seu lançamento, em 21 de setembro de 1993, até 1 de março de 2005.
No Brasil, foi transmitida pela Rede Globo em 1994, nas noites de domingo, com o nome de Nova York Contra o Crime. Em 1996, passou a ser exibida pela Rede Record nas noites de terça.

## Sinopse
Passada em Nova York, explora os conflitos internos e externos do fictício 15º distrito policial de Manhattan.. Cada episódio, tipicamente, cobre um dia e mostra diversas tramas entrelaçadas em torno de um elenco fixo.

## Elenco principal
Elenco original (primeira temporada)
- Dennis Franz como Det./Sgt. Andy Sipowicz
- David Caruso como Det. John Kelly (1ª temporada e 4 episódios da 2ª)
- James McDaniel como Lt./Capt. Arthur Fancy (1ª-8ª temporadas)
- Sherry Stringfield como ADA Laura Michaels  (1ª temporada)
- Amy Brenneman como Officer Janice Licalsi (1ª temporada e dois episódios da 2ª temporada)
- Nicholas Turturro como Ofc./Det./Sgt. James Martinez (1ª-7ª temporada)
- Gordon Clapp como Det. Greg Medavoy

Introduzidos na primeira temporada
- Sharon Lawrence como ADA Sylvia Costas (2ª-5ª temporadas)
- Gail O'Grady como Donna Abandando (2ª-3ª temporadas)

Introduzidos na segunda temporada
- Jimmy Smits como Det. Bobby Simone (2ª-6ª temporadas, além de um episódio na 12ª)
- Kim Delaney como Det. Diane Russell (3ª-8ª temporadas, aparições antes e depois)
- Bill Brochtrup como John Irvin (7ª-12ª temporadas, aparições anteriores)
- Justine Miceli como Det. Adrienne Lesniak (3ª temporada, aparições na 2ª)

Introduzidos na quarta temporada
- Andrea Thompson as Det. Jill Kirkendall (5ª-7ª temporadas)

Introduzidos na sexta temporada
- Rick Schroder como Det. Danny Sorenson (6ª-8ª temporadas)

Introduzidos na sétima temporada
- Henry Simmons como Det. Baldwin Jones (7ª-12ª temporadas)
- John F. O'Donohue como Det./Sgt. Eddie Gibson (11ª temporada)

Introduzidos na oitava temporada
- Garcelle Beauvais como ADA Valerie Haywood (8ª-11ª temporadas)
- Charlotte Ross como Det. Connie McDowell (8ª-11ª temporadas)
- Esai Morales como Lt. Tony Rodriguez (8ª-11ª temporadas)

Introduzidos na nona temporada
- Mark-Paul Gosselaar como Det. John Clark, Jr. (9ª-12ª temporadas)
- Jacqueline Obradors como Det. Rita Ortiz (9ª-12ª temporadas)

Introduzidos na décima-segunda temporada
- Currie Graham como Lt. Thomas Bale (12ª temporada)
- Bonnie Somerville como Det. Laura Murphy (12ª temporada)

## Produção e equipe
Produzido pela 20th Century Fox e Steven Bochco Productions, a produção ocorreu primordialmente na área da grande Los Angeles. O programa também foi filmado em Nova York - onde se passa sua trama - porém apenas para as tomadas externas que se utilizavam de marcos célebres de Nova York. Na temporada final o programa foi filmado inteiramente em Los Angeles, para economizar verbas.
- Steven Bochco - Roteirista / Produtor-executovo
- David Milch - Roteirista / Produtor-executivo
- Steven DePaul - Diretor / Supervisor de produção
- Matt Olmstead - Roteirista / Produtor-executivo
- Nicholas Wootton - Roteirista / Produtor-executivo
- Bill Clark - Roteirista / Produtor-executivo
- Mark Tinker - Diretor / Produtor-executivo
- Hans VanDoornewaard - Produtor-executivo
- William M. Finkelstein - Produtor-executivo
- Gregory Hoblit - Diretor / Produtor-executivo
- Leonard Gardner -  Roteirista / Produtor
- Mike Post - Música
- Edward Rogers - Música

O programa era inicialmente um veículo para o ator David Caruso. Fugindo do modelo das séries anteriores de Bochco, o personagem de Caruso, John Kelly, era o personagem principal, e toda a primeira temporada girou ao redor de suas vidas profissional e pessoal (as fotos publicitárias feitas para o programa mostravam Caruso em primeiro plano, com os outros personagens da primeira temporada no fundo, atrás dele). A segunda temporada viu a partida de John Kelly e, com ela, a decisão de se voltar a uma série que retratasse mais um conjunto de personagens. Dennis Franz, como Andy Sipowicz, um detetive veterano da Polícia de Nova York, evoluiu gradualmente até ser o personagem principal do programa, assumindo cada vez mais um papel de mentor à medida que a série avançava (a ponto de ser promovido para sargento, e comandar o esquadrão de detetives, no fim da série). Seu principais companheiros na série foram (a partir da segunda temporada) Jimmy Smits, como o detetive Bobby Simone (1994-1998), Rick Schroder como o detetive Danny Sorenson (1998-2001) e Mark-Paul Gosselaar como o detetive John Clark Jr. (2001-2005). Cada um deles foi parceiro de Sipowicz durante épocas diferentes, fornecendo um contraponto mais jovem e suave ao detetive irritadiço e propenso à tragédia.

## Trama

### Primeira temporada
Os personagens Jonh Kelly e Andy Sipowicz são detetives do 15º distrito de polícia. Sipowicz, mais velho, é um alcoólatra, e seu comportamento tem colocado em risco não só a parceria com Kelly como sua carreira. Apesar das preocupações de Kelly, que tem afeto genuíno por seu parceiro, o comportamento auto-destrutivo de Sipowicz eventualmente o leva a ser baleado por um mafioso durante uma de suas frequentes visitas a uma prostituta.
Enquanto seu parceiro está internado no hospital, se recuperando, Kelly recebe do tenente do esquadrão, Arthur Fancy, um novo parceiro, o jovem policial da unidade Anti-Crime, James Martinez. A vida pessoal de Kelly não é menos turbulenta; ele está passando por um divórcio, e acabou de embarcar num relacionamento amoroso com uma policial uniformizada, Janice Licalsi. Para complicar ainda mais sua situação, Licalsi passa a ser chantageada para assassinar Kelly, pelo chefe mafioso Angelo Marino, para que ele não entregasse seu pai, que era um policial comprado pela Máfia. Licalsi acaba matando Marino, e as repercussões deste ato eventualmente voltam para assombrar tanto Licalsi quanto Kelly.
Sipowicz, enquanto isso, consegue ficar sóbrio, e embarca num romance com a promotora pública-assistente Sylvia Costas, enquanto outro dos detetives do esquadrão, Greg Medavoy, inicia um relacionamento com a nova secretária do distrito, Donna Abandando.

### Segunda temporada
Licalsi é condenada pela morte de Marino e de seu motorista, e recebe uma sentença de dois anos de prisão. Devido ao seu envolvimento com Licalsi, e a crença de que teria escondido provas que poderiam tê-la condenado a uma sentença maior, Kelly é transferido do 15º distrito e opta por abandonar o departamento de polícia. É substituído por Bobby Simone, um viúvo cuja profissão anterior era de motorista do Comissário de Polícia. No início Sipowicz não o aceita bem, porém como o tempo acaba se desenvolvendo uma amizade pelo novo parceiro, a ponto de pedi-lo para ser padrinho de seu casamento com Sylvia.
Após um breve caso com uma jornalista que utiliza informação obtida com ele em seu artigo, Simone inicia um relacionamento com outra nova oficial no esquadrão, Diane Russell. Sipowicz, ainda se recuperando do alcoolismo, reconhece nela o comportamento de quem também tem problemas com o álcool e consegue convencê-la a se juntar ao Alcoólatras Anônimos. Enquanto isso, o relacionamento de Medavoy com Donna chega a um fim, devido à sua incapacidade de acreditar que uma mulher como ela possa o amar.

## Controvérsia
57 das 225 afiliadas da ABC recusaram-se a exibir o primeiro episódio depois de protestos liderados pelo reverendo Donald Wildmon e sua American Family Association (AFA, "Associação da Família Americana"). As recusas ocorreram principalmente em mercados menores, e totalizaram 10 a 15% de espectadores potenciais, o que limitou o impacto do protesto. O sucesso de audiência do programa fez com que a maioria das afiliadas (e anunciantes) optasse por não insistir com a proibição. Ao fim da primeira temporada o programa era um dos vinte mais assistidos, e, contrapondo-se aos protestos da AFA, veio o apoio de organizações como a Viewers For Quality Television ("Espectadores pela Televisão de Qualidade") e o reconhecimento de premios como Emmy e People's Choice Awards. O programa rendeu a Franz um Emmy de "melhor ator" pela primeira temporada (um dos quatro que viria a receber pelo papel), e um Emmy de "melhor série de drama" pela segunda temporada.
Entre os membros do elenco que apareceram nus no programa estão Caruso, Stringfield, Brenneman, Franz, Smits, Lawrence, O'Grady, Delaney, Miceli, Thompson, Schroder, Simmons, Ross, Gosselaar e Obradors. Gordon Clapp também filmou uma cena de nu para ir ao ar na 11ª temporada, em 2004, porém foi transmitida apenas depois de ser editada, devido à comoção gerada na época pela controvérsia do show de intervalo do Super Bowl naquele mesmo ano. Em 2005 L. Brent Bozell III disse à revista Time que a nudez da série o influenciou a estabelecer o Parents Television Council (PTC), entidade dedicada à fiscalização do conteúdo impróprio na televisão da qual ele foi presidente de 1995 a 2006. O PTC criticou diretamente diversos episódios do programa pelo que considerou vulgaridade e registrou uma reclamação com o Federal Communications Commission (FCC, "Comissão Federal de Comunicações"), órgão regulador da área de telecomunicações e radiodifusão dos Estados Unidos, sobre o uso de linguagem obscena em diversos episódios que foram ao ar no início de 2003, na última metade da décima temporada do programa, associando a série com um suposto aumento no uso de palavrões e violência no horário nobre da televisão do fim da década de 1990 e início da década de 2000. O FCC decidiu que a linguagem no episódio era 'indecente' porém decidiu não multar a ABC porque o episódio havia ido ao ar antes do decreto de 2004 que associava o uso de palavrões automaticamente a uma multa. No entanto, em 25 de janeiro de 2008, a revista Broadcasting & Cable relatou que o FCC estaria propondo uma multa de 1,4 milhões de dólares contra a ABC pelo episódio "Nude Awakening", que foi ao ar em 25 de fevereiro de 2003, devido a cenas de "nudez sexual adulta".
De acordo com NYPD Blue: A Final Tribute, uma retrospectiva transmitida na mesma noite do último episódio da série, a controvérsia não se limitou ao que foi mostrado na tela. David Milch, co-criador e principal roteirista do programa, foi uma figura controversa no set de filmagens durante os sete anos em que participou da série. Seu estilo de trabalho e sua tendência a procrastinar ou fazer ajustes de última hora, já no set, contribuíram para um ambiente de trabalho frustrante para muitos da equipe e do elenco. Smits abandonou o programa ao fim de seu contrato alegando ser este o motivo. Milch cita seu próprio alcoolismo e outros vícios (até mesmo heroína) como fatores que contribuíram para o ambiente difícil. Apesar da controvérsia, Milch é creditado como a principal força criativa durante os anos em que trabalhou no programa; ganhou dois prêmios Emmy por seu roteiro, dividiu outro como produtor-executivo, além de receber outras dez indicações.

## Episódio final
No dia 1 de março de 2005 foi exibido o 261º e último episódio da série, "Moving Day",
colocando um fim aos 12 anos de exibição do programa. Em vez de fechar a série com algum evento gigantesco e controverso, ou a morte de um personagem, decidiu-se por deixar o último episódio como apenas mais um dia de trabalho, apenas com Andy como o novo líder do esquadrão. Na cena final, o antigo líder, tenente Bale, deseja a Andy boa sorte em seu novo cargo, olha em volta de seu antigo escritório e diz: "É todo seu". Todos os detetives então entram, um a um, para dar boa-noite a Andy. O último a se despedir é John Clark: "Boa noite, chefe". Andy examina seu novo escritório, coloca seus óculos de leitura, e começa a examinar a papelada em sua mesa. A câmera sai então pela porta do 15º distrito e se vira para cima, mostrando pela última vez o letreiro do distrito.

## Recepção da crítica
Em sua primeira temporada, NYPD Blue teve aclamação por parte da crítica especializada. Com base de 17 avaliações profissionais, alcançou uma pontuação de 84% no Metacritic.